# Difesa neo-Grünfeld
La difesa neo-Grünfeld è l'apertura degli scacchi caratterizzata dalle mosse:
1. d4 Cf6
2. c4 g6
3. diverso da Cc3

3…d5
Questa apertura è apparsa per la prima volta a Parigi alle Olimpiadi degli scacchi del 1924 nell'incontro tra Luis Argentino Palau e Amédée Gibau. Si distingue dalla difesa Grünfeld per il ritardo dello sviluppo del cavallo b1 in c3.

## Varianti
Le sue continuazioni principali sono:
- 4.Ag2 Ag7 5.cxd5 Cxd5 6.e4 Cb6 7.Ce2
  - 5.Cf3 O-O 6.cxd5 Cxd5 7.O-O
  - 5.Cf3 O-O 6.O-O c6 7.cxd5 cxd5

## Codici ECO
- D70 1.d4 Cf6 2.c4 g6 senza 3.Cc3 o 3.g3, ma con 3…d5 (varianti minori)
  - D71 1.d4 Cf6 2.c4 g6 3.g3 d5 (variante Kemeri)
    - D72 1.d4 Cf6 2.c4 g6 3.g3 d5 4.Ag2 Ag7 5.cxd5 Cxd5 6.e4

  - D73 1.d4 Cf6 2.c4 g6 3.g3 d5 4.Ag2 Ag7 5.Cf3
    - D74 1.d4 Cf6 2.c4 g6 3.g3 d5 4.Ag2 Ag7 5.Cf3 0-0 6.cxd5 Cxd5 7.0-0
      - D75 1.d4 Cf6 2.c4 g6 3.g3 d5 4.Ag2 Ag7 5.Cf3 0-0 6.cxd5 Cxd5 7.0-0 c5
      - D76 1.d4 Cf6 2.c4 g6 3.g3 d5 4.Ag2 Ag7 5.Cf3 0-0 6.cxd5 Cxd5 7.0-0 Cb6

    - D77 1.d4 Cf6 2.c4 g6 3.g3 d5 4.Ag2 Ag7 5.Cf3 0-0 6.0-0
      - D78 1.d4 Cf6 2.c4 g6 3.g3 d5 4.Ag2 Ag7 5.Cf3 0-0 6.0-0 c6
        - D79 1.d4 Cf6 2.c4 g6 3.g3 d5 4.Ag2 Ag7 5.Cf3 0-0 6.0-0 c6 7.cxd5 cxd5